# Аиои
Аио́и (яп. 相生市 Аиои-си) — город в Японии, находящийся в префектуре Хиого. Площадь города составляет 90,46 км², население — 30 154 человека (1 августа 2014), плотность населения — 333,34 чел./км².

## Географическое положение
Город расположен на острове Хонсю в префектуре Хиого региона Кинки. С ним граничат города Тацуно, Ако, Химедзи и посёлок Камигори.

## Население
Население города составляет 30 154 человека (1 августа 2014), а плотность — 333,34 чел./км². Изменение численности населения с 1980 по 2005 годы:
| 1980 | 41 498 чел. |  |
| 1985 | 39 868 чел. |  |
| 1990 | 36 871 чел. |  |
| 1995 | 36 103 чел. |  |
| 2000 | 34 320 чел. |  |
| 2005 | 32 475 чел. |  |

## Символика
Деревом города считается камелия, цветком — космея.